# 三硫代硅酸锂
三硫代硅酸锂是一种无机化合物，化学式为Li2SiS3，它是锂的硫代硅酸盐之一。它的四方相和正交相是已知的。它可由一硅化二锂和硫加热反应制得：
Li2Si + 3 S → Li2SiS3
它可用作全固态锂电池的电极材料。